# Verkhneianinski
Verkhneianinski (en rus: Верхнеянинский) és un poble (un possiólok) de l'óblast de Rostov, a Rússia, que en el cens del 2010 tenia 72 habitants, pertany al municipi de Konezavod ímeni Budiónnovo.